# Čečetka
Čečetka (Acanthis) je rod ptáků z čeledi pěnkavovití (Fringillidae). Tradičně se rozeznávají následující tři druhy:
- čečetka zimní (A. flammea)
- čečetka tmavá (A. cabaret)
- čečetka bělavá (A. hornemanni)

Studie z roku 2021, na které se podílel i český ornitolog Tomáš Albrecht z Ústavu biologie obratlovců Akademie věd České republiky, ukázala celogenomovou analýzou, že všechny tři zmíněné druhy čečetek jsou ve skutečnosti ekotypy jednoho druhu, za jejichž vzhled je odpovědný jediný supergen na chromozomu 1, který ovlivňuje vzhled jedinců do té míry, že odlišné formy byly dosud považovány za samostatné druhy. Tento výklad brzy přijala i Mezinárodní ornitologická unie ve svém Seznamu světových ptáků (IOC World Bird List), a rozeznává tak pouze čečetku zimní (A. flammea).
Podle tradičního rozdělení v Česku hnízdí čečetka tmavá. V zimě hojně přezimují čečetky zimní a občas se rovněž v zimním období vyskytne i čečetka bělavá.